# Call the Midwife
Call the Midwife (en español ¡Llama a la Comadrona!) es una serie de televisión británica de época de drama médico. Trata sobre un grupo de enfermeras y matronas que trabajan en el East End de Londres a finales de los años 50 y principio de los 60. La serie es producida por Neal Street Productions, una productora fundada y de propiedad del director y productor Sam Mendes, la productora ejecutiva de Call the Midwife, Pippa Harris, y Caro Newling. La primera temporada, ambientada en 1957, estrenó en el Reino Unido el 15 de enero de 2012.
La serie fue creada por Heidi Thomas, originalmente basada en las memorias de Jennifer Worth, que trabajó con la Comunidad de San Juan el Divino, una orden religiosa anglicana, con su convento en el East End de Londres. La orden fue fundada como una orden de enfermería en 1849. Desde entonces, las memorias se han ampliado para incluir material nuevo y de origen histórico. En su mayor parte, describe las vidas cotidianas de las parteras y de los vecinos de Poplar, con ciertos acontecimientos históricos de la época que tienen un efecto directo o indirecto sobre los personajes y argumentos. Tales eventos incluyen: los efectos post Segunda Guerra Mundial, la inmigración de posguerra y la fundación del Servicio Nacional de Salud en 1948 en la primera temporada; La introducción de gas y aire como forma de alivio del dolor y municiones sin detonar en la segunda temporada; el Programa de Migrantes Infantiles y la amenaza de guerra nuclear (incluidas las directrices de respuesta a emergencias emitidas por el Cuerpo de Defensa Civil local) en la cuarta temporada; y el escándalo de la talidomida y la introducción de la píldora anticonceptiva en la quinta temporada.
Call the Midwife alcanzó índices de audiencia muy altos en su primera temporada, convirtiéndose en la serie de drama más exitosa en la BBC One desde 2001. Desde entonces, seis temporadas de más de ocho episodios cada una han sido transmitidas año a año, junto con una transmisión especial de Navidad desde 2012. También se emite en los Estados Unidos en la red PBS, con la primera temporada a partir del 30 de septiembre de 2012. En diciembre de 2015, el director general de la BBC Tony Hall anunció que el show ya había sido comisionado para un especial de Navidad de 2016 y una sexta temporada de otros ocho episodios para ser emitidos a principios de 2017, tomando los personajes y la trama en 1962.  En noviembre de 2016, Charlotte Moore, Directora de Contenido de la BBC, anunció que el drama había sido comisionado para otras tres temporadas de ocho episodios y tres especiales de Navidad más - teniendo el número total de series hasta nueve y la historia en 1965.

## Sinopsis
La trama sigue a la partera recién licenciada Jenny Lee, y el trabajo de las parteras y monjas de Nonnatus House, un convento de enfermería, y parte de una orden religiosa anglicana, haciendo frente a los problemas médicos en el barrio de extrema pobreza de Poplar en el East End de Londres, en las décadas de 1950 y de 1960. Las hermanas y parteras llevan a cabo múltiples deberes de enfermería en toda la comunidad. Sin embargo, nacen entre 80 y 100 bebés cada mes en Poplar, y el trabajo principal es ayudar a las mujeres de la zona a tener un parto seguro y a cuidar de sus innumerables recién nacidos.

## Reparto
- Vanessa Redgrave: narración (Jenny Lee ya anciana)
- Jessica Raine: la enfermera Jennifer "Jenny" Lee (Temporada 1–3)
- Jenny Agutter: la hermana Julienne (Temporada 1-)
- Pam Ferris: la hermana Evangeline (Temporada 1–5)
- Judy Parfitt: la hermana Monica Joan (Temporada 1-)
- Helen George: la enfermera Beatrix "Trixie" Franklin (Temporada 1-)
- Bryony Hannah como Enfermera Cynthia Miller (después como la hermana Mary Cynthia) (Temporada 1-6)
- Miranda Hart: la comdrona Camilla "Chummy" Browne (después, Noakes) (Temporada 1-)
- Dorothy Atkinson: la enfermera Auxiliar Jane Sutton (Temporada 2)
- Laura Main: la hermana Bernadette (luego, la enfermera Shelagh Turner) (Temporada 1-)
- Stephen McGann: el Dr. Patrick Turner (Temporada 1-)
- Cliff Parisi: Frederick "Fred" Buckle (Temporada 1-)
- Ben Caplan: el agente de policía (después, sargento) Peter Noakes (Temporada 1-)
- Max Macmillan: Timothy Turner (Temporada 3–; recurrente series 1–2)
- Emerald Fennell: la enfermera Patience "Patsy" Mount (Temporada 3-6)
- Victoria Yeates: la hermana Winifred (Temporada 3–8)
- Jack Ashton: el reverendo Tom Hereward (Temporada 4–; recurrente Temporada 3)
- Charlotte Ritchie: la enfermera Barbara Gilbert (después, Hereward) (Temporada 4–7)
- Linda Bassett: la enfermera Phyllis Crane (Temporada 4–)
- Kate Lamb: la enfermera Delia Busby (Temporada 5–6; recurrente Temporada 4)
- Jennifer Kirby: la enfermera Valerie Dyer (Temporada 6-)
- Leonie Elliot: la enfermera Lucille Anderson (Temporada 7-)